# 小行星5364
小行星5364（英語：5364）是一颗围绕太阳公转的小行星。1980年9月2日，茲丹卡·瓦弗洛娃在克列特发现了此天体。
这颗小行星的绝对星等为77.27798268702252等。